# Libón de Élide

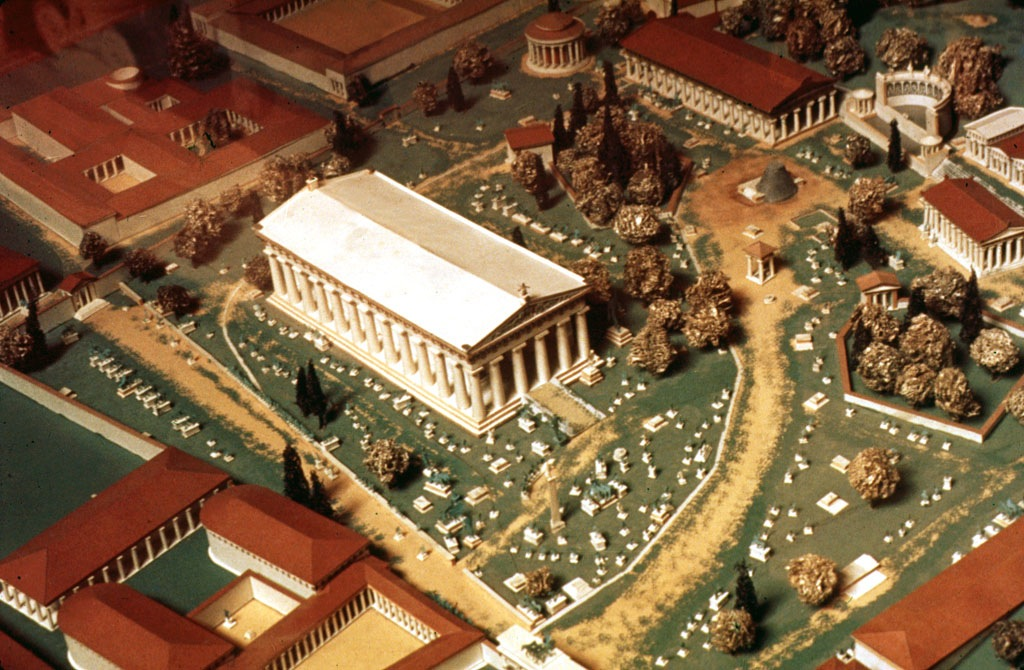
Maqueta arquitectónica de la Antigua Olimpia en Grecia. Se exhibía en el antiguo Museo de la Acrópolis. Fotografiada en 1978.

Libón de Élide (Olimpiada LXXXII—448 años a. C.) fue un arquitecto griego que construyó en Élide, el famoso templo de Zeus Olímpico tan celebrado por los juegos de su nombre y en cuyo edificio se acumularon por espacio de muchos siglos las obras maestras de las artes y los donativos voluntarios de todos los pueblos. 
Este templo de orden dórico construido con piedra de las canteras de Élide, estaba todo él rodeado de columnas: su interior con dos órdenes o filas de éstas se dividía en tres naves y a todo el edificio cubría una especie de teja de mármol pentélico inventado por Byxes de Naxos. Hacia la Olimpiada LV-556 años a. C., el templo constaba de 230 pies de largo por 95 de ancho y 68 de altura, la misma casi que el Partenón de Atenas. En el santuario se elevaba la magnífica estatua de oro y marfil, obra maestra de Fidias, esto es, la maravilla de la escultura criselefantina: las esculturas del frontón de la fachada principal fueron hechas por Peonio de Mende en Francia, y las del frontón de la parte opuesta lo fueron por Alcamenes, discípulo de Fidias. 
Este magnífico monumento fue acabado, según parece en la olimpiada LXXXV-436 años a. C. Pausanias hace la descripción y aunque no queda el menor vestigio, fue arruinado a fines del siglo IV.